# Cappello da giudeo
Cappello da giudeo è un termine utilizzato in araldica per indicare un cappello colla coppa, appuntita verso l'alto, chiusa da una nappa, e con una stretta tesa, senza lacci. Fu imposto agli uomini ebrei dopo il Concilio Lateranense del 1215 che richiedeva agli ebrei di essere riconoscibili dal loro abbigliamento per poterli distinguere dai cristiani. 

D'oro, a tre cappelli da giudeo di rosso (immagine dall'Armoriale di Gheldria)
Di rosso, alla testa d'uomo barbuto, coperta da un cappello da giudeo, il tutto d'argento (Judenburg, Austria)
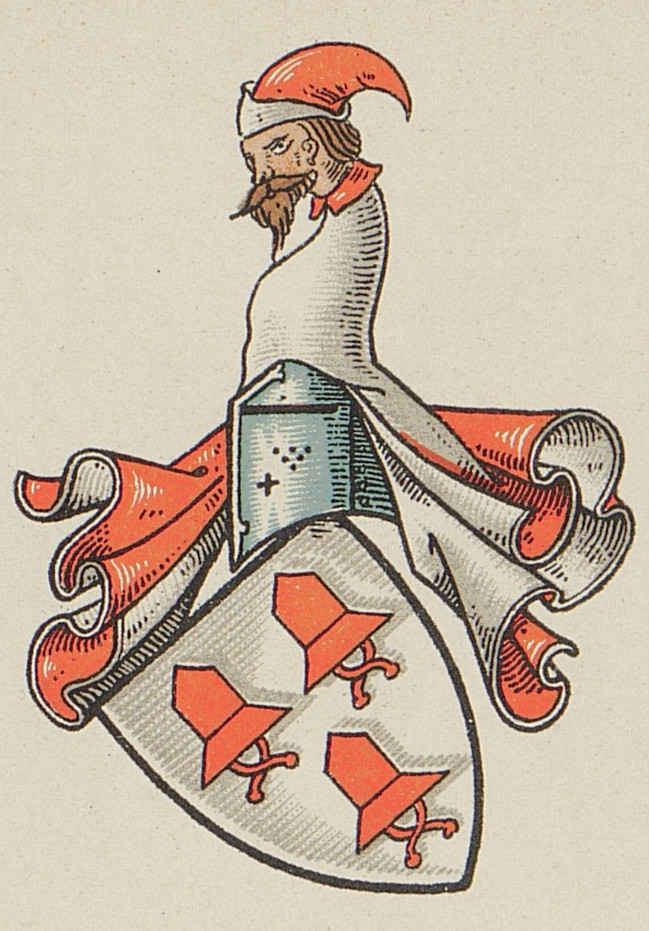
D'argento, a tre cappelli da giudeo di rosso (famiglia Hemmerde, Germania)